# 徐忠波
徐忠波（1960年10月—），山东乳山人，中国人民解放军火箭军上将。

## 生平
徐忠波1978年3月加入中国人民解放军，历任战士、打字员、学员、排长、干事，旅政治机关副科长、科长，集团军政治机关副处长、处长，师政治部主任。2003年12月任陆军第二十六集团军炮兵8旅政治委员。2007年9月任集团军装甲8师政治委员。2009年5月任集团军政治部主任。2013年升任陆军第二十集团军政委。2014年10月，中共十八届四中全会前夕，徐忠波调到陆军第五十四集团军，接替此前升任兰州军区政治部主任的徐远林担任陆军第五十四集团军政委。2016年2月，升任西部战区陆军政治委员。2017年10月当选中共十九届中央委员会候补委员。2017年12月，任中央军委联勤保障部队政委。2020年7月，任火箭军政治委员。2022年10月当选中共二十届中央委员会委员。2023年7月，其火箭军政委职务由徐西盛接替。
2017年7月，晋升中将军衔。2020年7月29日，中央军委晋升上将军衔仪式在北京八一大楼举行，中共中央军委主席习近平向晋升上将军衔的火箭军政治委员徐忠波颁发命令状。